# Chaetodon striatus
Chaetodon striatus är en fiskart som beskrevs av Carl von Linné 1758. Chaetodon striatus ingår i släktet Chaetodon och familjen Chaetodontidae. IUCN kategoriserar arten globalt som livskraftig. Inga underarter finns listade i Catalogue of Life.